# Luigi Russo (Regisseur, 1931)
Luigi Russo (* 4. Mai 1931 in Sanremo; † 8. April 2014 in Bracciano) war ein italienischer Drehbuchautor, Filmregisseur und Filmeditor.

## Leben
Russo begann als Twen im Filmgeschäft und spielte eine Handvoll Nebenrollen. Zu Beginn der 1970er Jahre war er als Drehbuchautor dekameronesker und anderer erotisch-komischer Stoffe gefragt, bevor er 1974 mit ähnlichen Themen als Regisseur debütierte. Dabei testete er mit handwerklich ordentlicher Technik einige Male die Grenzen zur Pornografie. Seine manchmal unter Pseudonym gedrehten Werke (mehrmals als John Wilder) schnitt er selbst, hin und wieder war er auch für die Kameraarbeit zuständig. Nach 1990 setzte er sich zur Ruhe.
Neben seiner filmischen Tätigkeit arbeitete Russo, der mit Schauspielerin Mariangela Gallo verheiratet war, als Maler.
Es gibt einen gleichnamigen, 1970 geborenen Schauspieler und Regisseur.

## Filmografie (Auswahl)
Drehbuch
- 1971: Decamerone – Abenteuer der Wollust (Decameron n. 2… Le altre novelle del Boccaccio…)

Regie, Drehbuch, Schnitt
- 1974: I sette magnifichi cornuti
- 1977: La bella e la bestia
- 1979: Der Sexbomber (Pensione Amore servizio completo) (& Kamera)
- 1982: Die Trauminsel (Due gocce d’acqua salata)
- 1989: Allein und ausgeliefert (Una donna senza nome) (& Kamera)
- 1989: Le diaboliche (& Kamera)

Schnitt
- 1980: Patriot ohne Vaterland (L’ebreo fascista)